# Йоуганн Маґнус Б'яднасон
Йоуганн Маґнус Б'яднасон (ісл. Jóhann Magnús Bjarnason; 24 травня 1866, Медал'єс — 8 вересня 1945, Елфрос) — ісландський письменник і поет кінця XIX — першої половини XX століття; він іммігрував до Канади у 1875 році.
Найвеличніший і найплідніший з ісландських канадських письменників, Йоуганн залишив по собі три великі романи, кілька оповідань, близько ста казок, понад 20 п'єс, безліч віршів і статей про літературу та культуру. Його книги виходили друком у Канаді, Ісландії та Данії. Серед відомих творів Йоуганна — романи «Бразильські мандрівники» (ісл. Brasilífararin), «Весняні ночі на Ельгсхайдірі» (ісл. Vornætur á Elgshæðum), «Ейрікюр Ганссон» (ісл. Eiríkur Hansson) і поеми «Маленька дівчинка з двома світлими косами» (ісл. Litla stúlkan með ljósu flétturnar tvær), «Ґрімюр з Ґрюнда» (ісл. Grímur frá Grund).

## Біографія

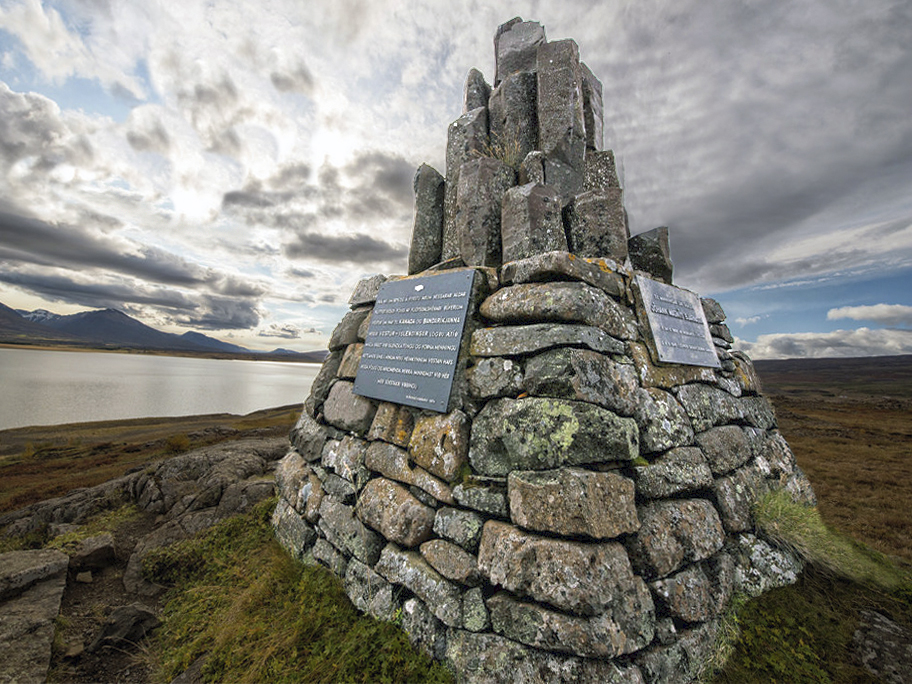
Пам'ятник Йоуганну Маґнусу Б'яднасону біля Федля

Йоуганн Маґнус Б'яднасон народився 24 травня 1866 року на фермі Медальнес біля Федля, що у Нордюр-Муласіслі, на північному сході Ісландії. Його батьки — Крістб'єрг Маґнусдоуттір (ісл. Kristbjörg Magnúsdóttir) і Б'ядні Андр'єссон (ісл. Bjarni Andrésson), були селянами, вихідцями з Г'єрада. Пізніше сім'я переїхала до Сетберга, та ж місцевость біля Федля, а звідти у Фльотсбаккі в Ейдатінґау. У пари було шестеро дітей, з яких четверо померли у дитинстві. 1875 року, коли Йоуганну було дев'ять років, сім'я зібрала речі і попрямувала на захід через океан до Канади, сподіваючись на краще життя.
Перші кілька років вони жили у Новій Шотландії, але потім оселилися в ісландському поселенні Ісландінгабіггд (ісл. Íslendingabyggð) неподалік Вінніпега, де Йоуганн навчався в ісландській середній школі. Після закінчення школи він викладав в Аурнесі (ісл. Árnes) біля озера Вінніпег з 1889 року до 1922 року з перервами через хворобу. Йоуганн завжди був слабким і кволим, що завдавало йому безліч незручностей у житті. Зокрема, через стан здоров'я він не міг подорожувати та відвідувати рідні місця в Ісландії.
Дружиною Йоуганна була Ґвюдрун Гьорлейфсдоуттір (ісл. Guðrún Hjörleifsdóttir) з Вестюр-Скабтафедльссісли. Своїх дітей у пари не було, але їхньою прийомною донькою стала Еліс Джульєтта Купер. Останні кілька років вони жили в Елфросі в Саскачевані, де й померли з різницею у місяць влітку 1945 року.
На невисокому пагорбі на землях колишньої ферми Медальнес біля Федля у 1980 році встановили пам'ятник письменнику. З 1978 року регіональний музей видає різдвяні та новорічні листівки, присвячені Йоуганнесу та його творчості.

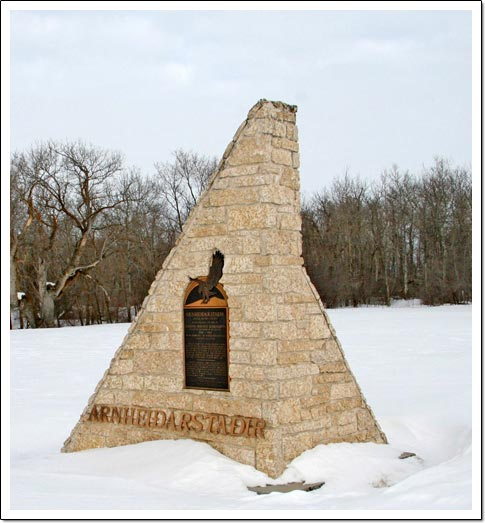
Пам'ятник на честь Йоуганна Маґнуса Б'яднасона у Манітобі

У жовтні 1939 року уряд Ісландії нагородив Йоуганна орденом Ісландського сокола за його внесок в ісландську культуру у Канаді.
На замовлення Ісландської національної ліги та проєкту канадського художника Нельсона Джеррара у 1989 році в колишній садибі Йоуганна Б'яднасона, яка має назву «Аднгейдарстадір», встановили пам'ятник письменнику. Пам'ятник належить до об'єкта муніципальної спадщини Манітоби та значиться у реєстрі під номером 21.

## Творчість
Перша книга Йоуганна «Оповідання та вірші» вийшла друком у Вінніпезі у 1892 році й отримала досить погані відгуки критиків, але автор не зупинився і продовжив писати. Можна сказати, що він знайшов своє покликання тоді, коли почав писати романи, перший з яких, «Ейрікюр Ґанссон», вийшов друком у трьох томах у період з 1899 до 1903 рік і отримав визнання в ісландському суспільстві з обох боків океану. Сюжет цього роману значною мірою ґрунтується на реальних подіях, що відбулися в Новій Шотландії під час дитинства автора, та містить реалістичний опис боротьби за виживання ісландського переселенця та його родини.
Наступна книга «Бразильські мандрівники» вийшла у двох томах у 1905—1908 роках. Роман був написаний у зовсім іншому стилі, а його сюжетом є неймовірні пригоди головних героїв у американських джунглях. Третій великий роман Йоуганна «У долині Червоної річки» (ісл. Í Rauðárdalnum) спочатку видавався частинами в журналі «Syrpa» у 1914—1922 роках, а пізніше його опублікували як книгу.
Ці три романи зіграли найбільшу роль у формуванні популярності Йоуганна, оскільки після їхнього виходу у світ читачі прихильно прийняли збірки оповідань про ісландців «Весняні ночі на Ельґсгайдір» та «Осінній вечір біля моря» (ісл. Haustkvöld við hafið). Йоуганн також писав п'єси, газетні статті, публікував численні казки та вірші. Написані ним дитяча казка «Маленький Кадль» (ісл. Karl litli) і поема-розповідь про Аудні Оддссон досі дуже популярні в Ісландії.